# Martwe (rezerwat przyrody w województwie kujawsko-pomorskim)
Rezerwat przyrody Martwe – wodny rezerwat przyrody w województwie kujawsko-pomorskim. Powołany w 1996 roku w celu zachowania ze względów naukowych i dydaktycznych roślinności charakterystycznej dla jezior dystroficznych, torfowisk przejściowych i wysokich oraz brzozy bagiennej w okolicach Jeziora Martwego. Zajmuje powierzchnię 3,96 ha (akt powołujący podawał 4,07 ha), natomiast jego otulina liczy 14,20 ha. Od 2012 roku jest objęty ochroną ścisłą.
Teren rezerwatu wchodzi w skład obszaru specjalnej ochrony ptaków sieci Natura 2000 „Bory Tucholskie” PLB220009.

## Lokalizacja
Rezerwat „Martwe” położony jest w gminie Osie w powiecie świeckim, na terenach objętych planowanym powiększeniem Wdeckiego Parku Krajobrazowego, ok. 10 km na zachód od Osia. Rezerwat leży na obszarze Nadleśnictwa Trzebciny (leśnictwo Zacisze).